# Marstrandsregattan
Marstrandsregattan är en seglingstävling. Den avgörs utanför Marstrand i Sverige, och arrangeras av GKSS.

### Fotnoter
1. ↑  ”Om GKSS”. GKSS. http://www.gkss.se/om-gkss/. Läst 27 januari 2015.